# NGC 1355
NGC 1355 في الفهرس العام الجديد، هي مجرة، تقع في كوكبة النهر. اكتشفت في 8 أكتوبر 1864 بواسطة هاينريش لويس دريست.

## روابط خارجية
- NGC 1355 على موقع ويكي سكاي: DSS2, SDSS, GALEX, IRAS, Hydrogen α, X-Ray, Astrophoto, Sky Map, Articles and images